# 덴하흐 센트랄역
덴하흐 센트랄역(네덜란드어: Station Den Haag Centraal, 네덜란드어 발음: [sta(t)ˈʃɔn dɛn ˌɦaːx sɛnˈtraːl]) 또는 헤이그 중앙역은 헤이그(덴하흐)에서 가장 큰 철도역이자 네덜란드에서 가장 큰 터미널역으로 12개의 선로가 있다. 이 역은 1973년에 완공되었으며, 인근에는 이전역인 덴하흐 스타트스푸르(Den Haag Staatsspoor)역이 있었으며, 이후 철거되었다. 하우다-덴하흐 철도의 서쪽 종착역이다.

## 열차 운행 정보

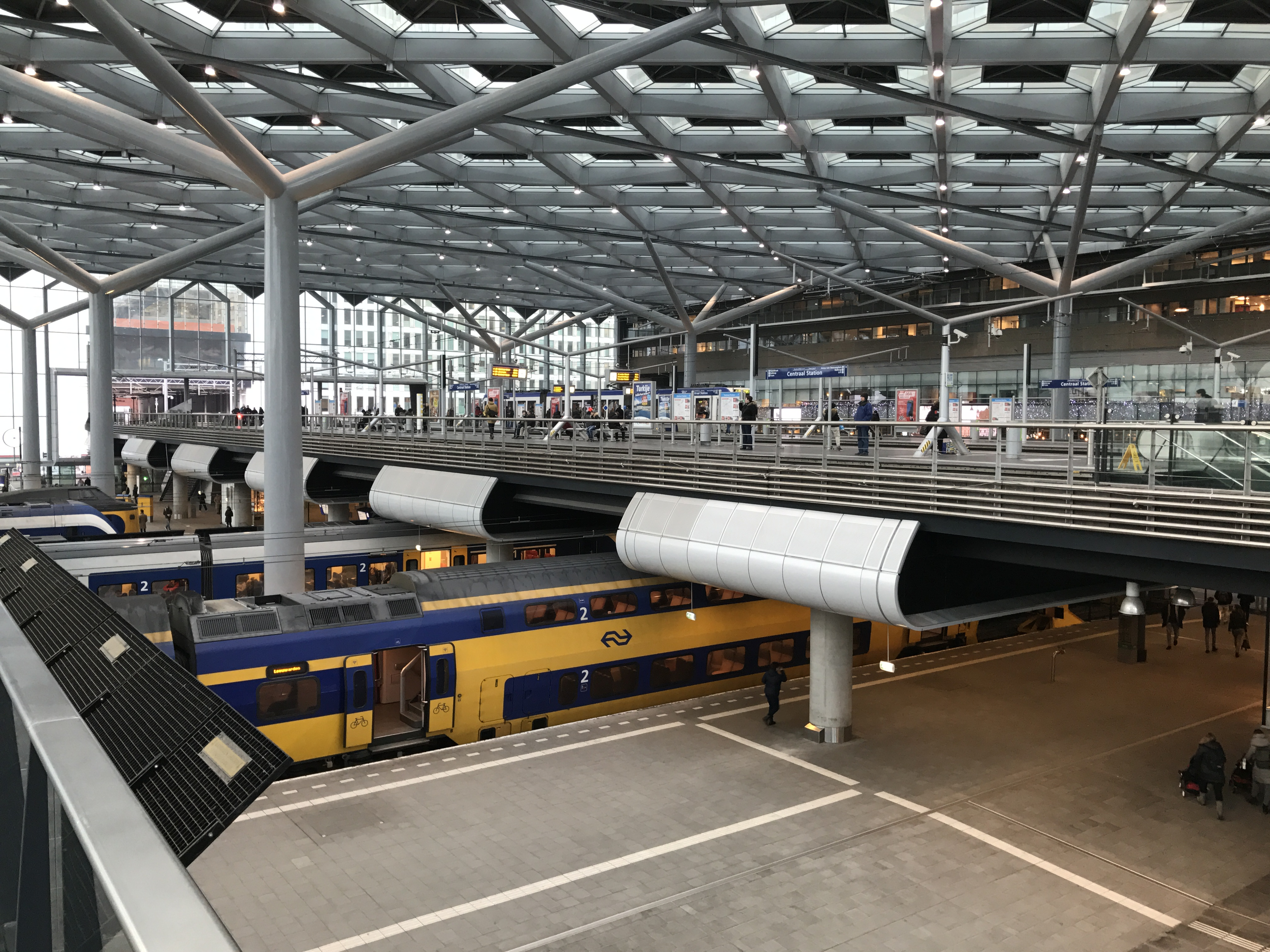
간선 선로 승강장과 그 위의 고가 전차 정류장

덴하흐 센트랄을 출발하는 열차는 평일(07:00 - 20:00)에 시간당 22회 운행된다. 스프린터(Sprinter) 열차는 중간에 모든 역에 정차하는 반면, 교외 열차는 주요 역에서만 정차한다. 덴하흐 센트랄과 로테르담 센트랄을 연결하는 열차는 시간당 6대, 위트레흐트와 연결하는 열차는 시간당 6대, 암스테르담은 4대이다.
| 노선번호 | 유형     | 경로 | 배차                                                                      |
| -------- | -------- | --- | ------------------------------------------------------------------------- |
| 700      | 인터시티 | 덴하흐 센트랄 - 레이던 센트랄 - 스키폴 공항 - 암스테르담 남 - 알메러 센트룸 - 렐리스타트 센트룸 - 즈볼러 - 흐로닝언                              | 60분                                                                      |
| 1100     | 인터시티 | 덴하흐 센트랄 - 덴하흐 HS - 델프트 - 로테르담 센트랄 - 브레다 - 틸뷔르흐 - 에인트호번                                                            | 30분                                                                      |
| 1700     | 인터시티 | 덴하흐 센트랄 - 하우다 - 위트레흐트 센트랄 - 아메르스포르트 - 아펠도른 - 데벤터르 - 알멜로 - 헹엘로 - 엔스헤더                                   | 60분 (11700과 함께 덴하흐 센트랄 - 아메르스포르트 간 30분 간격 운행 구성) |
| 1800     | 인터시티 | 덴하흐 센트랄 - 레이던 센트랄 - 스키폴 공항 - 암스테르담 남 - 알메러 센트룸 - 렐리스타트 센트룸 - 즈볼러 - 레이우아르던                          | 60분                                                                      |
| 2000     | 인터시티 | 덴하흐 센트랄 - 하우다 - 위트레흐트 센트랄 | 30분                                                                      |
| 2100     | 인터시티 | 덴하흐 센트랄 - 레이던 센트랄 - 하를럼 - 암스테르담 슬로테르데이크 - 암스테르담 센트랄                                                           | 30분                                                                      |
| 4600     | 스프린터 | 덴하흐 센트랄 - 레이던 센트랄 - 스키폴 공항 - 암스테르담 슬로테르데이크 - 암스테르담 센트랄 (14600으로 알메러 - 렐리스타트 - 즈볼러 까지 이어짐) | 30분                                                                      |
| 5000     | 스프린터 | 덴하흐 센트랄 - 덴하흐 HS - 델프트 - 로테르담 센트랄 - 도르드레흐트                                                                              | 30분 (5100과 함께 15분 간격 운행 구성)                                    |
| 5100     | 스프린터 | 덴하흐 센트랄 - 덴하흐 HS - 델프트 - 로테르담 센트랄 - 도르드레흐트                                                                              | 30분 (5000과 함께 15분 간격 운행 구성)                                    |
| 6300     | 스프린터 | 덴하흐 센트랄 - 레이던 센트랄 - 하를럼 | 30분                                                                      |
| 6800     | 스프린터 | 덴하흐 센트랄 - 하우다 - 하우다 호베르벨러 | 30분                                                                      |
| 6900     | 스프린터 | 덴하흐 센트랄 - 하우다 - 위트레흐트 센트랄 - 스헤르토헨보스                                                                                      | 30분                                                                      |
| 11700    | 인터시티 | 덴하흐 센트랄 - 하우다 - 위트레흐트 센트랄 - 아메르스포르트 - 아메르스포르트 스호트호르스트                                                      | 60분(1700과 함께 덴하흐 센트랄 - 아메르스포르트 간 30분 간격 운행 구성)   |

## 노면전차 운행
덴하흐 센트랄역은 HTM 여객운송이 운영하는 트램 네트워크의 주요 환승역이자 대중교통 환승센터이다. 이 역은 두 개의 별도의 승강장을 갖추고 있다.
상부층 전차역
두 개의 고상 섬식 승강장과 4개의 선로를 운행하며, 2호선, 3호선, 4호선, 6호선 선로에 수직으로 위치해 있다. 일반 2호선과 6호선은 내부 선로를, 란드스타트레일 3호선과 4호선은 외부 선로를 사용한다. 서쪽으로는 도심 터널로, 동쪽으로는 테르누트 및 베아트릭스크바르티르 가는 고가 선로로 바로 연결된다.
| 승강장 | 노선 | 목적지                     | 경유지 |
| ------ | ---- | -------------------------- | --- |
| A      | 3    | 헤이그 로스다위넌          | 트램터널, 프린세흐라흐트, MCH 베스테인더, 보먼/-프뤼흐텐뷔르트, 보헤먼 |
| A      | 4    | 헤이그 더 아위트호프       | 트램터널, 프린세흐라흐트, MCH 베스테인더, 뤼스텐뷔르흐/오스트브루크, 레이엔뷔르흐, 바울뤼스트                                                                                               |
| B      | 2    | 헤이그 크라이엔스테인      | 트램터널, 프린세흐라흐트, MCH 베스테인더, 니우 에이켄뒤이넌, 아우트 에이크 언 다위넌, 하우트베이크, 로스다위넌                                                                              |
| B      | 6    | 헤이그 레이엔뷔르흐        | 트램터널, 프린세흐라흐트, 스힐데르스베이크, 하흐서 시장, 트란스발크바르티르, 뤼스텐뷔르흐/오스트부르크                                                                                      |
| C      | 2    | 레이드스헨담 레이드센하허  | 테르노트, 베자위덴하우트, 란반NOI, 포르뷔르흐엣로, 에세스테에인 |
| C      | 6    | 레이드스헨담 노르트        | 테르노트, 베자위덴하우트, 하흐서 하우트, 마리아후버역, 에세스테에인, 레이드센하허 |
| D      | 3    | 주테르메이르 센트룸 베스트 | 베아트릭스크바르티르, 란반NOI, 포르뷔르흐엣로, 레이드스헨담-포르뷔르흐, 포레파르크, 레이드스헨베인, 주테르메이르서 레이베흐, 포르베흐, 센트룸-베스트, 세흐바어르트, 주테르메이르서 크라켈링 |
| D      | 4    | 주테르메이르 야발란        | 베아트릭스크바르티르, 란반NOI, 포르뷔르흐엣로, 레이드스헨담-포르뷔르흐, 포레파르크, 레이드스헨베인, 주테르메이르서 레이베흐, 포르베흐, 센트룸-베스트, 세흐바어르트, 오스테르헤임            |

하부층 전차역
이 승강장은 지상 2개의 승강장과 그 사이에 있는 1개의 섬식 승강장으로, 남서쪽 출입구 밖에 있는 중전철 선로와 평행하게 위치해 있다. 역에서 정차하는 다른 시내 전차 노선은 모두 이 승강장을 이용한다.
| 승강장 | 노선 | 목적지            | 경유지 |
| ------ | ---- | ----------------- | --- |
| E      | 9    | 스헤베닝언 노르트 | 말리벌트, 코닝인네흐라흐트, 마두로담, 베스트브룩파르크, 서커스 극장, 쿠르하우스                                                                                         |
| E      | 16   | 스타텐크바르티르  | 코르터 포르하위트, 바위텐호프, 제이헬덴크바르티르, 시립박물관/뮈세온 |
| F      | 15   | 노트도르프        | 코르터 포르하위트, 바위텐호프, 센트룸, 비르카더, 레이스베이크서플레인/홀란드스 스포르역, 라크바르티르, 레이스베이크, 호른뷔르흐, 브룩폴더르, P+R 호른베이크, 이펜뷔르흐 |
| G      | 17   | 바테링언          | 레이스베이크서플레인, 홀란드스 스포르역, 락바르티르, 스포르베이크, 플라스풀폴더르, 레이스베이크역, 인 더 보하르트, 데이켈렌뷔르흐, 바테링서 펠트                        |
| H      | 9    | 프레데루스트      | 칼베르마르크트-시청, 비르카더, 홀란드스 스포르역, 스타티온스뷔르트, 자위더파르크, 무르베이크, 레이베흐 쇼핑센터, 모르헨스톨트                                           |
| H      | 16   | 바테링언          | 칼베르마르크트-시청, 비르카더, 홀란드스 스포르역, 락바르티르, 스포르베이크, 무르베이크역, 무르베이크, 레이베흐 쇼핑센터, 모르헨스톨트, 호헤 펠트, 바테링서 펠트         |

## 메트로

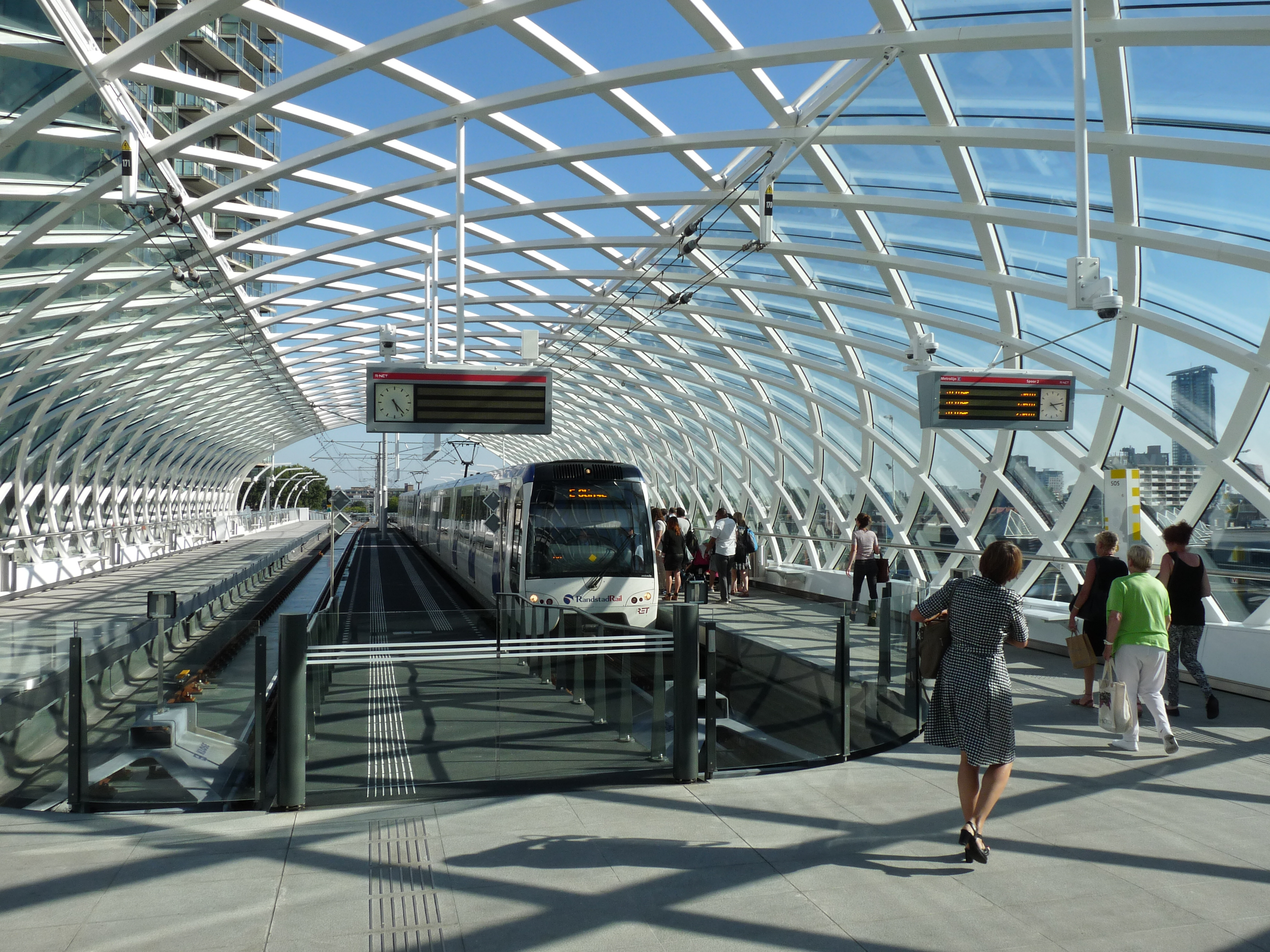
메트로역

로테르담을 기반으로 한 RET는 레이드스헨번과 페이낙커르를 거쳐 로테르담 중앙역까지 운행하는 대용량 메트로 서비스인 란드스타트레일 E선을 운영하고 있다. 여기에서 로테르담 지하철의 D선과 선로를 공유하고 슬링거역에서 종착한다.
2016년 8월까지, 이 서비스들은 본선역의 11번과 12번 승강장을 중전철 선로와 함께 사용했다. 이후 2개의 전용 고가 승강장이 사용되기 시작했다. 여기서, 지하철은 고상 상대식 승강장을 사용한다. 저상 섬식 승강장은 베아트릭스크바르티르(Beatrixkwartier)를 통한 연결 선로를 사용할 수 없는 비상시에 란드스타트레일 트램에서 사용된다

## 버스
철도 위의 도로에는 버스 승강장이 있는데, 선로 위의 고가도로인 프린스 베른하르트 육교(Prins Bernhardviaduct)와 연결되어 있다. 이 버스승강장은 역 본관 앞에 위치한다. 세 개의 서로 다른 운송 회사의 여러 시내 및 시외 버스노선이 여기에 정차한다. "N"으로 출발하는 HTM의 버스 노선은 야간버스로 금요일과 토요일에만 운행된다.
| 승강장 | 노선 | 목적지                                | 경유지 | 사업자          |
| ------ | ---- | ------------------------------------- | --- | --------------- |
| C      | 모두 | 최종 목적지                           | |                 |
| D      | 24   | 마리아후버역                          | 하흐서 하우트, 마리아후버 | HTM             |
| D      | N2   | 레이드스헨담/포르뷔르흐               | 마리아후버, MCH 안토니위스호버, 포르뷔르흐역 | HTM             |
| D      | N6   | 주테르메이르                          | 만델라교, 로케베인, 실버돔, 센트룸 베스트, 호프란, 로톤더 하우트카더, 센트랄 역 | HTM             |
| E      | 24   | 케이크다윈                            | 센트룸, 크뇌테르데이크, 플레인 1813, 자바스트라트, 평화궁, 시립박물관/뮈세온, 하하지켄하위스, 포헬베이크, 보헤먼 | HTM             |
| E      | N5   | 센트룸 (바위텐호프)                   | | HTM             |
| E      | N6   | 센트룸 (바위텐호프)                   | | HTM             |
| F      | 18   | 레이스베이크 더 스힐리프              | 스타티온스뷔르트, 홀란드스 스포르역, 라크, 레이스베이크역, 인 더 보하르트, 스테인보르더 | HTM             |
| G      | 18   | 클링엔다얼                            | 말리벨트, 베노르덴하우트 | HTM             |
| H      | 22   | 다윈도르프                            | 센트룸, 크뇌테르데이크, 플레인 1813, 자바스트라트, 마두로담, 쿠르하우스, 스헤베닝언 | HTM             |
| I      | 22   | 다윈지흐트                            | 말리벨트, 브로노보 지켄하위스, 발스도르페르버흐 | HTM             |
| J      | 45   | 레이던, 센트랄역                      | 베아트릭스크바르티르/베자위덴하우트, 포르뷔르흐 (역, 레이드스헨담-포르뷔르흐역), GGZ 하흐스트레이크, 포르스호턴, 라멘스한스역, 브레이스트라트 | 베올레아/아리바 |
| J      | 45   | 포르스호턴, 플리트베이크              | 베아트릭스크바르티르/베자위덴하우트, 포르뷔르흐 (역, 레이드스헨담-포르뷔르흐역), 레이드스헨담 (MCH 안토니우스호버, 레이드센하허, GGZ 하흐스트레이크) | 베올레아        |
| K      | 43   | 레이던, 센트랄역                      | 베자위덴하우트, 마르로트, 바세나르 (더 키비트, 판 올덴바르네벨트버흐, 말드리프트), 하흐서 스하우, 레이던 대학교 | 베올레아        |
| K      | 91   | 바세나르, 파크 다윈럴                 | 베자위덴하우트, 마르로트, 바세나르 (더 키비트, 판 올덴바르네벨트버흐) | 베올레아        |
| L      | 90   | 힐레홈, 역 - 니우-페너프, 역          | 바세나르 (케르케하우트, 판 올덴바르네벨트버흐, Dr 만스벨트카더/다윈럴), 카트베이크 (판보스, 몰렌타윈베흐, 시청, 등대, 센터/해변, 빌트란, 레인수버르), 뉘르트베이크, 뉘르트베이커하위트, 더 질크, 힐레홈 (역, 베이레스테인스트라트, 올림피아베흐), 베인스도르프, 헤트세바우트 쇼핑센터, 자위데르드레이프 | 아리바          |
| L      | 491  | 바세나르, 파크 다윈럴                 | 판 올덴바르네벨트버흐 | 베올레아        |
| O      | 385  | 노르드베이크, 피케플레인              | 바세나르 (케르케하우트, 데에일레로르트), A44 터미널, 카트베이크 (팔켄뷔르흐, 시청, 북) | 아리바          |
| O      | 386  | 우흐스트헤이스트, 시몬 페스트데이클란 | 바세나르 (케르케하우트, 데에일레로르트), A44 터미널, 레이드세뷔르트 | 아리바          |

## 인접정차역
| NS 인테르나티오날 | NS 인테르나티오날     | NS 인테르나티오날                    |
| ----------------- | --------------------- | ------------------------------------ |
| 시·종착역         | NS 인터시티 700       | 레이던 센트랄 흐로닝언               |
| 시·종착역         | NS 인터시티 1100      | 덴하흐 홀란드스 스포르 에인트호번    |
| 시·종착역         | NS 인터시티 1700      | 하우다 엔스헤더                      |
| 시·종착역         | NS 인터시티 1800      | 레이던 센트랄 레이우아르던           |
| 시·종착역         | NS 인터시티 2000      | 하우다 위트레흐트                    |
| 시·종착역         | NS 인터시티 2100      | 레이던 센트랄 암스테르담 센트랄      |
| 시·종착역         | NS 인터시티 11700     | 하우다 아메르스포르트 스호트호르스트 |
| 시·종착역         | NS 스프린터 4600      | 덴하흐 란반NOI 즈볼러                |
| 시·종착역         | NS 스프린터 5000/5100 | 덴하흐 홀란드스 스포르 도르드레흐트  |
| 시·종착역         | NS 스프린터 6300      | 덴하흐 란반NOI 하를럼                |
| 시·종착역         | NS 스프린터 6800      | 포르뷔르흐 하우다 호베르벨러         |
| 시·종착역         | NS 스프린터 6900      | 포르뷔르흐 스헤르토헨보스            |